# Commission scolaire des Trois-Lacs
 (septembre 2020).
Pour les raisons suivantes :
- Les commissions scolaires québécoises étaient une forme de gouvernement local composé de commissaires élus et disposant de pouvoirs de taxation. Leur admissibilité dans Wikipédia est bien établie.
- Par contre, les centres de service scolaires sont plutôt des centres administratifs relevant du ministère de l'Éducation. Leur mode de gestion et leurs pouvoirs sont différents de ceux des commissions scolaires. Leur admissibilité selon les critères de Wikipédia n'a pas encore été démontrée.
- Vu leur nature différente, les éventuels articles sur les centres de services scolaires devraient être distincts de ceux des commissions scolaires, et non des renommages de ceux-ci.
- Les contributeurs sont invités à discuter de ce sujet sur Discussion Projet:Québec.

La Commission scolaire des Trois-Lacs est une ancienne commission scolaire. Elle est abolie le 15 juin 2020, et remplacée par un centre de services scolaire dispensant l’enseignement préscolaire, primaire et secondaire public sur le territoire de la municipalité régionale de comté de Vaudreuil-Soulanges au Québec (Canada).

## Organisation
Le centre scolaire doit son nom à sa position géographique sur la presqu'île de Vaudreuil-Soulanges, laquelle s’insère entre les lacs Saint-François, Saint-Louis et des Deux Montagnes. À chacun des lacs est associé un secteur géographique de la commission scolaire, soit les secteurs de Soulanges, de l’île Perrot et enfin de Vaudreuil-Rigaud. La gestion des écoles de langue anglaise sur le territoire de la municipalité régionale de comté de Vaudreuil-Soulanges est assurée par la Commission scolaire Lester-B.-Pearson.

## Histoire
L'école secondaire de la Cité-des-Jeunes à Vaudreuil-Dorion est la première polyvalente créée au Québec dans les années 1960. La commission scolaire est créée en 1992. Elle résulte de la fusion de l’ancienne commission scolaire régionale Vaudreuil-Soulanges et des anciennes commissions scolaires de l'Ile-Perrot, de Vaudreuil et de Soulanges. En raison de la forte croissance démographique sur son territoire, la commission scolaire des Trois-Lacs procède à la construction de nouvelles écoles de même qu’à des agrandissements d’établissements existants. Ainsi, l'école primaire Hymne-au-Printemps et l'école communautaire entrepreneuriale consciente toutes deux situées à Vaudreuil-Dorion ouvrent leurs portes en 2012 et 2013 respectivement.

## Établissements
Établissements de la commission scolaire des Trois-Lacs, 2012-2013
| Établissement                       | Municipalité               | Niveau        | Nombre d’élèves |
| ----------------------------------- | -------------------------- | ------------- | --------------- |
| Marguerite-Bourgeoys                | Les Cèdres                 | M-P           | 375             |
| Les Cèdres (atelier-école)          | Les Cèdres                 | Professionnel |                 |
| Léopold-Carrière                    | Les Coteaux St-Zotique     | M-P-H         | 496             |
| Coteau-du-Lac (L’Éclusière)         | Coteau-du-Lac              | M-P1-2        | 270             |
| Coteau-du-Lac (Académie-Wilson)     | Coteau-du-Lac              | P3-4          | 155             |
| Coteau-du-Lac (Saint-Ignace)        | Coteau-du-Lac              | P5-6-H        | 172             |
| Saint-Thomas                        | Hudson                     | M-P           | 495             |
| François-Perrot                     | L'Île-Perrot               | M-P-H         | 420             |
| La Perdriole                        | L’Île-Perrot               | M-P-H         | 320             |
| Virginie-Roy                        | L’Île-Perrot               | M-P           | 309             |
| Notre-Dame-de-la-Garde              | Notre-Dame-de-l'Île-Perrot | M-P           | 144             |
| Samare                              | Notre-Dame-de-l’Île-Perrot | M-P           | 387             |
| Notre-Dame-de-Lorette               | Pincourt                   | M-P           | 491             |
| Chêne-Bleu                          | Pincourt                   | S-H           | 1 271           |
| L’Épervière                         | Rigaud                     | M-P-H         | 307             |
| Cuillierrier                        | Saint-Clet                 | M-P1-2-3-4    | 76              |
| Val-des-Prés (Sainte-Justine)       | Sainte-Justine-de-Newton   | P3-4          | 55              |
| Orée-du-Bois                        | Saint-Lazare               | M-P1-2        | 381             |
| Auclair                             | Saint-Lazare               | P3-4-5-6      | 463             |
| Sainte-Marthe                       | Sainte-Marthe              | M-P           | 136             |
| Soulanges                           | Saint-Polycarpe            | S-H           | 1 346           |
| Val-des-Prés (Immaculée-Conception) | Saint-Télesphore           | P1-2          | 55              |
| Val-des-Prés (Sacré-Cœur)           | Saint-Télesphore           | M-P5-6        | 124             |
| Saint-Zotique                       | Saint-Zotique              | M             | 80              |
| Orioles                             | Saint-Zotique              | M-P           | 225             |
| Riveraine                           | Saint-Zotique              | M-P           | 406             |
| José-Maria                          | Terrasse-Vaudreuil         | M-P-H         | 142             |
| Brind'Amour                         | Vaudreuil-Dorion           | P             | .               |
| Harwood                             | Vaudreuil-Dorion           | M-P-H         | 520             |
| Hymne-au-Printemps                  | Vaudreuil-Dorion           | M-P           | 497             |
| Papillon-Bleu (Sainte-Trinité)      | Vaudreuil-Dorion           | M-P1-2-H      | 236             |
| Papillon-Bleu (Saint-Jean-Baptiste) | Vaudreuil-Dorion           | P2-3-4-5-6-H  | 391             |
| Saint-Michel                        | Vaudreuil-Dorion           | M-P1-2        | 432             |
| Sainte-Madeleine                    | Vaudreuil-Dorion           | P3-4-5-6      | 552             |
| Cîté-des-Jeunes                     | Vaudreuil-Dorion           | S-H           | 2 570           |
| Paul-Gérin-Lajoie                   | Vaudreuil-Dorion           | Professionnel |                 |
| Belles-Rives                        | Vaudreuil-Dorion           | A             |                 |

M : Maternelle et préscolaire; P : tout le primaire; P1 : 1re année du primaire; H élèves handicapés et en difficulté d’adaptation ou d’apprentissage; S tout le secondaire; Professionnel; A formation générale des adultes.

### District 1
6 écoles
7 écoles
- École du Val-des-Prés
- École des Orioles
- Écoles de la Riveraine et Saint-Zotique
- École Léopold-Carrière
- École de Coteau-du-Lac
- Future école secondaire Saint-Zotique*
- École secondaire Soulanges

Primaire : 2386
Secondaire : 1281

### District 2
6 écoles
- École de l’Épervière
- Écoles Cuillierrier et Sainte-Marthe
- École Saint-Thomas
- École des Étriers
- École Auclair
- École à l’Orée-du-Bois

Primaire : 2172

### District 3
5 écoles
- École Marguerite-Bourgeoys
- École du Papillon-Bleu
- École Notre-Dame-de-Lorette
- École José-Maria
- École secondaire de la Cité-des-Jeunes

Primaire : 1751
Secondaire : 3045

### District 4
5 écoles
6 écoles
- École Saint-Michel
- École Sainte-Madeleine
- École de l’Hymne-au-Printemps
- École des Légendes
- École Brind’Amour
- École Harwood

Primaire : 2619

### District 5
6 écoles
- École Virginie-Roy
- École François-Perrot
- École La Perdriolle
- École de la Samare
- École Notre-Dame-de-la-Garde
- École secondaire du Chêne-Bleu

Primaire : 1618
Secondaire : 1534

## Pédagogie
Le taux d’abandon scolaire chez les sortants de la formation générale à la Commission scolaire des Trois-Lacs est de 12,0 % en 2010-2011, soit une réduction de 3,7 points de pourcentage par rapport à l’année précédente et un taux de beaucoup inférieur à la moyenne québécoise (18,6 %).